# Lijst van Eurocommissarissen voor Externe Betrekkingen
De functie van Europees commissaris bestond tussen januari 1958 en december 2009. Het commissariaat Externe Betrekkingen was een van de commissariaten bij de lancering van de Europese Commissie in 1958. In december 2009 werd de functie, als een gevolg van het Verdrag van Lissabon, vervangen door de functie hoge vertegenwoordiger van de Unie voor Buitenlandse Zaken en Veiligheidsbeleid.
De functie werd met enige regelmaat ook wel Europees commissaris voor Buitenlandse Zaken genoemd. Tussen 1995 en 1999 werd de functie aangeduid als Commissaris voor Externe Diplomatieke Missies.
| #  | Eurocommissaris voor Externe Betrekkingen | Eurocommissaris voor Externe Betrekkingen | Eurocommissaris voor Externe Betrekkingen | Termijn                              | Nationale partij | Europese Partij | Commissie   | Land                     | Overige Portfolio(s)                                   |
| -- | ----------------------------------------- | ----------------------------------------- | ----------------------------------------- | ------------------------------------ | ---------------- | --------------- | ----------- | ------------------------ | ------------------------------------------------------ |
| 1  |                                           | Jean Rey                                  | Jean Rey (1902–1983)                      | 10 januari 1958 – 9 januari 1962     | PVV              | ALDE            | Hallstein I | België                   |                                                        |
| 1  | 9 januari 1962 – 1 juli 1967              | Jean Rey                                  | Jean Rey (1902–1983)                      | Hallstein II                         | PVV              | ALDE            |             | België                   |                                                        |
| 2  |                                           | Edoardo Martino                           | Edoardo Martino (1910–1999)               | 2 juli 1967 – 30 juni 1970           | DC               | EVP             | Rey         | Italië                   |                                                        |
| 3  |                                           | Ralf Dahrendorf                           | Ralf Dahrendorf (1929–2009)               | 1 juli 1970 – 21 maart 1972          | FDP              | ALDE            | Malfatti    | Bondsrepubliek Duitsland | Handel                                                 |
| 3  | 21 maart 1972 – 5 januari 1973            | Ralf Dahrendorf                           | Ralf Dahrendorf (1929–2009)               | Mansholt                             | FDP              | ALDE            |             | Bondsrepubliek Duitsland | Handel                                                 |
| 4  |                                           | Christopher Soames                        | Sir Christopher Soames (1920–1987)        | 6 januari 1973 – 5 januari 1977      | Con              | EVP             | Ortoli      | Verenigd Koninkrijk      |                                                        |
| 5  |                                           | Wilhelm Haferkamp                         | Wilhelm Haferkamp (1923–1995)             | 6 januari 1977 – 5 januari 1981      | SPD              | PES             | Jenkins     | Bondsrepubliek Duitsland | Vicevoorzitter                                         |
| 5  | 6 januari 1981 – 5 januari 1985           | Wilhelm Haferkamp                         | Wilhelm Haferkamp (1923–1995)             | Thorn                                | SPD              | PES             |             | Bondsrepubliek Duitsland | Vicevoorzitter                                         |
| 6  |                                           | Willy De Clercq                           | Willy De Clercq (1927–2011)               | 6 januari 1985 – 5 januari 1989      | VLD              | ALDE            | Delors I    | België                   | Handel                                                 |
| 7  |                                           | Frans Andriessen                          | Frans Andriessen (1929–2019)              | 6 januari 1989 – 5 januari 1993      | CDA              | EVP             | Delors II   | Nederland                | Vicevoorzitter Handel Interinstitutionele Betrekkingen |
| 8  |                                           | Hans van den Broek                        | Hans van den Broek (1936–2025)            | 6 januari 1993 – 24 januari 1995     | CDA              | EVP             | Delors III  | Nederland                | Uitbreiding                                            |
| 8  | 25 januari 1995 – 15 september 1999       | Hans van den Broek                        | Hans van den Broek (1936–2025)            | Santer                               | CDA              | EVP             |             | Nederland                | Uitbreiding                                            |
| 9  |                                           | Chris Patten                              | Sir Chris Patten (1944)                   | 15 september 1999 – 22 november 2004 | Con              | EVP             | Prodi       | Verenigd Koninkrijk      |                                                        |
| 10 |                                           | Benita Ferrero-Waldner                    | Benita Ferrero-Waldner (1948)             | 22 november 2004 – 9 februari 2010   | OVP              | EVP             | Barroso I   | Oostenrijk               |                                                        |

## Werkzaamheden

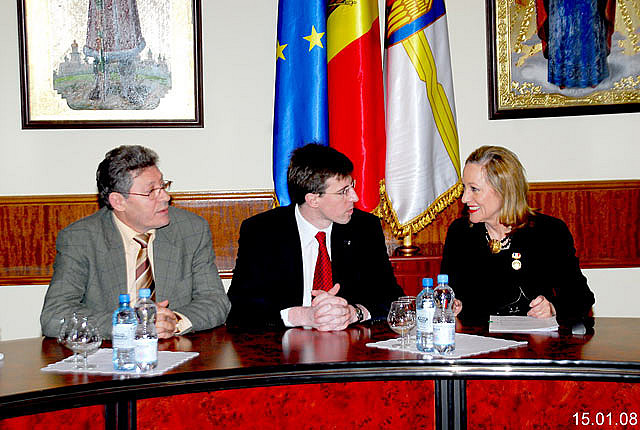
Benita Ferrero-Waldner met de president van Moldavië, Mihai Ghimpu
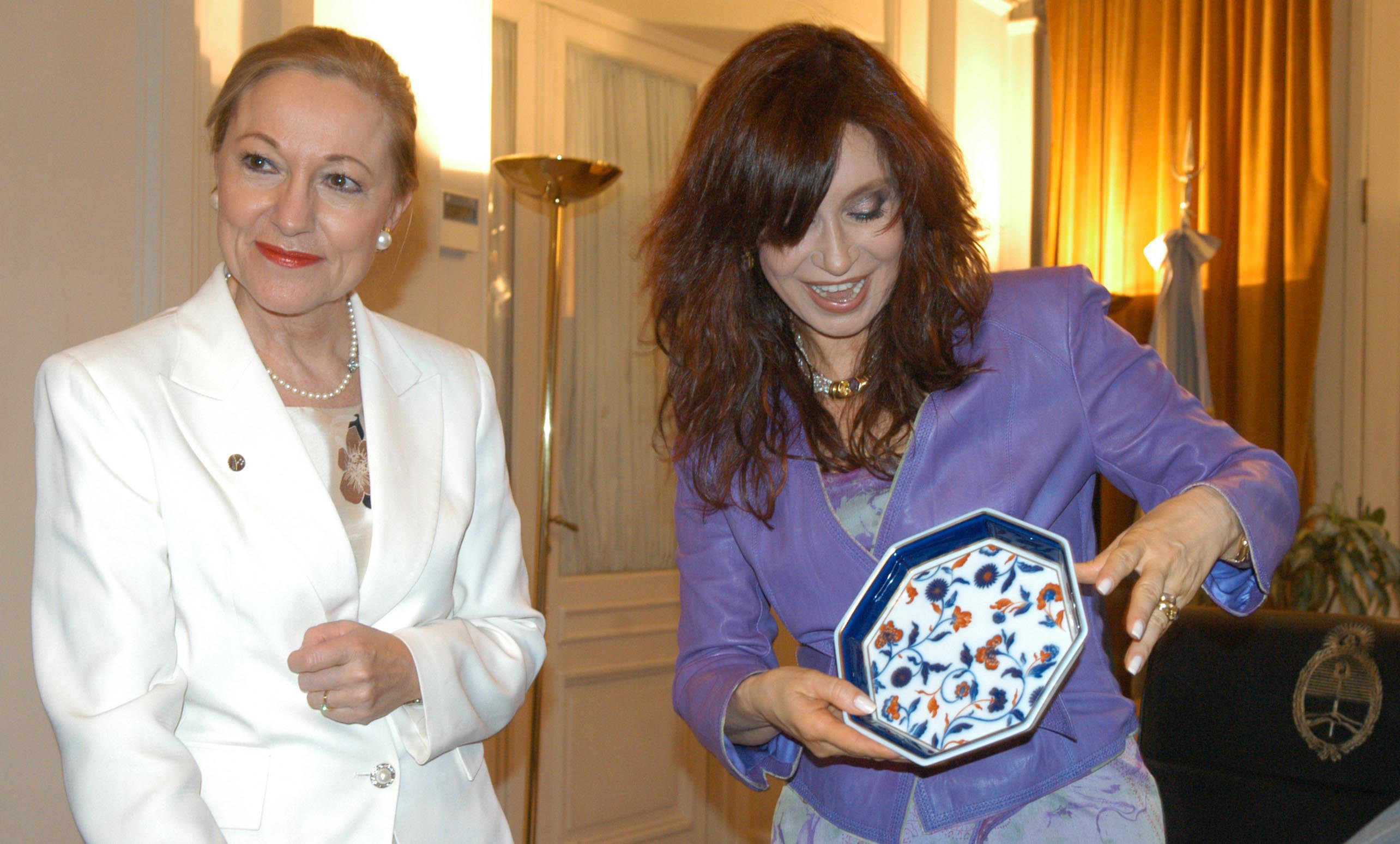
Ferrero-Waldner met de president van Argentinië, Cristina Kirchner
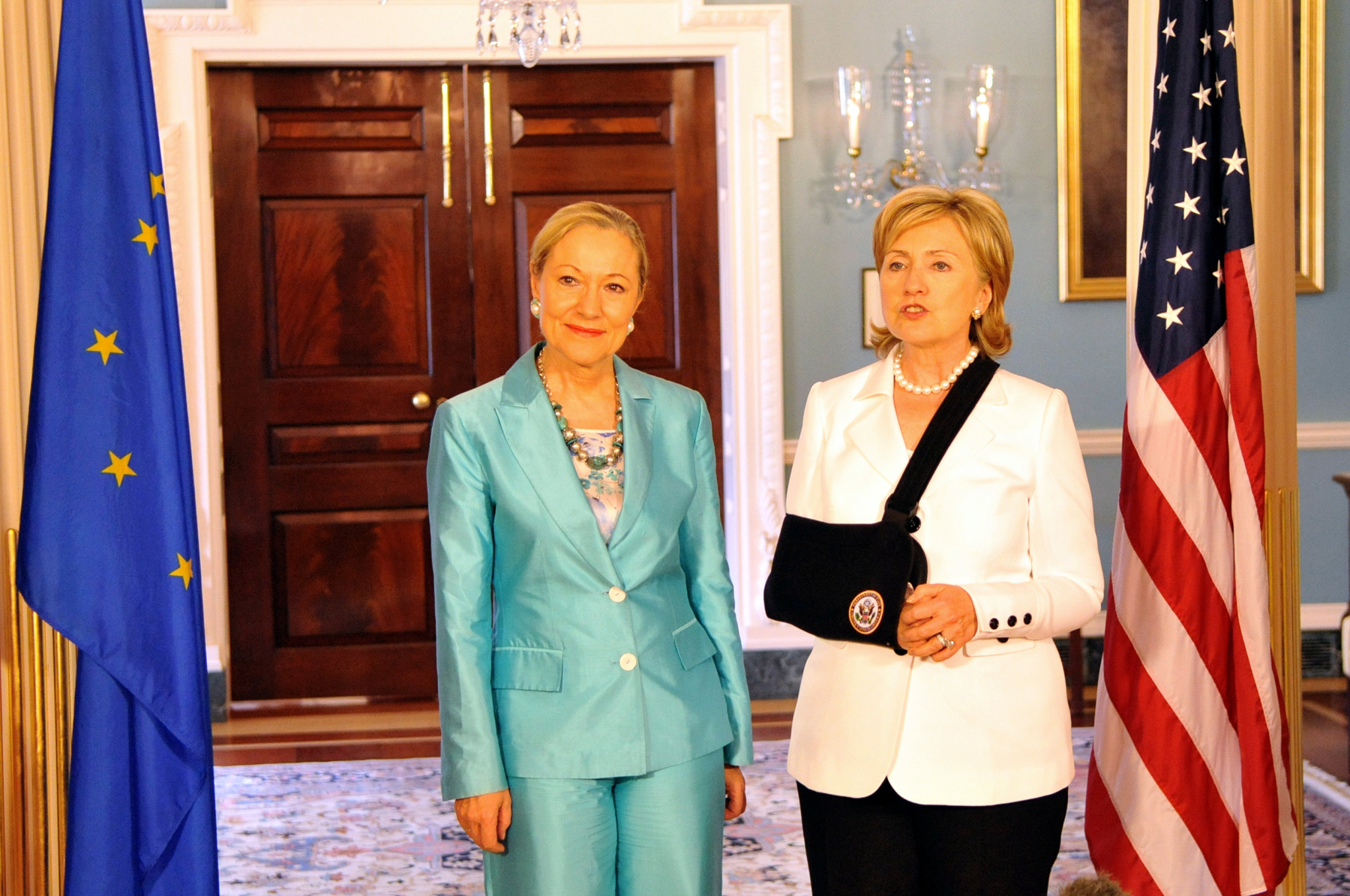
Ferrero-Waldner met de Amerikaanse minister van Buitenlandse Zaken, Hillary Clinton

## Trivia
- Europese Politieke Samenwerking (EPS) (1970-1993)
- Gemeenschappelijk buitenlands en veiligheidsbeleid (GBVB) (1993-)